# سيدي عبد الرحمن (العلمين)
قرية سيدي عبد الرحمن هي إحدى القرى التابعة لمركز العلمين في محافظة مطروح في جمهورية مصر العربية. حسب إحصاءات سنة 2018، بلغ إجمالي السكان في سيدي عبد الرحمن 4,690 نسمة، منهم 2,673 رجل و 2,017 امرأة.